# Liste des édifices labellisés « Patrimoine du XXe siècle » de la Haute-Saône
La liste des édifices labellisés « Patrimoine du XXe siècle » de la Haute-Saône recense de manière exhaustive les édifices disposant du label officiel français « Patrimoine du XXe siècle » situés dans le département français due la Haute-Saône. Chacun de ces édifices est accompagné de sa notice sur la base Mérimée et de sa date de labellisation

## Liste
| Monument                          | Commune             | Adresse                       | Coordonnées                      | Notice         | Date            | Illustration                      |
| --------------------------------- | ------------------- | ----------------------------- | -------------------------------- | -------------- | --------------- | --------------------------------- |
| Cabane de charbonnier             | Beaumotte-Aubertans |                               | 47° 27′ 07″ nord, 6° 09′ 53″ est |                |                 | Image manquante Téléverser        |
| Chapelle Notre-Dame-du-Haut       | Ronchamp            |                               | 47° 42′ 14″ nord, 6° 37′ 16″ est |                |                 | Chapelle Notre-Dame-du-Haut       |
| Chevalement du puits Sainte-Marie | Ronchamp            |                               | 47° 42′ 10″ nord, 6° 37′ 47″ est |                |                 | Chevalement du puits Sainte-Marie |
| École en bois                     | Ronchamp            |                               | 47° 41′ 51″ nord, 6° 38′ 19″ est |                |                 | École en bois                     |
| Filature                          | Demangevelle        |                               | 47° 55′ 38″ nord, 6° 02′ 12″ est |                |                 | Image manquante Téléverser        |
| Gare routière                     | Gray                |                               | à géolocaliser                   |                |                 | Gare routière                     |
| Hôtel de ville                    | Servance            |                               | 47° 48′ 55″ nord, 6° 41′ 01″ est |                |                 | Hôtel de ville                    |
| Villa Kielwasser                  | Vesoul              | 7, rue du Docteur-Championnet | 47° 37′ 23″ nord, 6° 09′ 21″ est | « EA70000002 » |                 | Villa Kielwasser                  |
| Maison Malitchenko                | Frotey-lès-Vesoul   |                               | 47° 37′ 23″ nord, 6° 09′ 21″ est | « EA70000001 » |                 | Image manquante Téléverser        |
| Maison Petitperrin                | Vesoul              |                               | à géolocaliser                   |                | 16 octobre 2014 | Maison Petitperrin                |